# Allée couverte Kerlescan 1

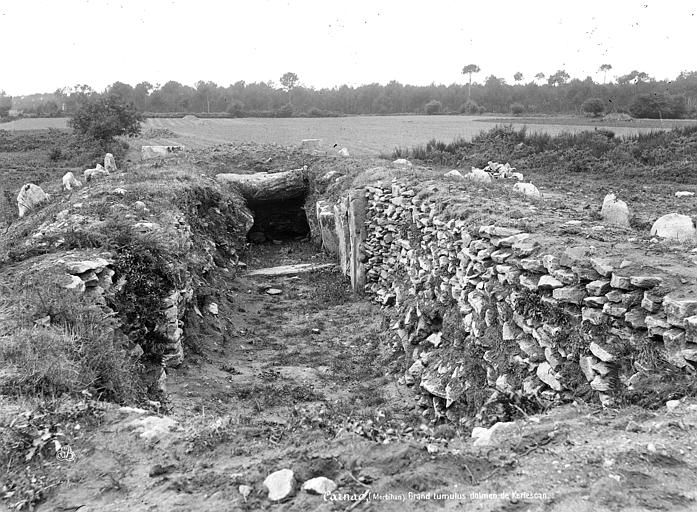
Kerlescan

Schema eines Galeriegrabes

Die Allée couverte Kerlescan 1 (auch Kerlescan nord genannt) liegt bei Carnac im Département Morbihan in der Bretagne in Frankreich. Die Überreste des aus Megalithen bestehenden und mit Trockenmauerwerk ausgebesserten nahezu klassischen Galeriegrabes liegen nördlich der Alignements von Kerlescan  in einem Wald.
Der etwa 60 Meter lange, 8,0 Meter breite und zwei bis drei Meter hohe Tumulus ist nahezu vollständig von einer Steineinfassung umgeben. Das Hügelende ist am westlichen Ende rechteckig und im Osten apsidenförmig. Innerhalb des Hügels liegt eine etwa 13 Meter lange, über zwei Meter breite, ehemals in der Mitte geteilte weitestgehend oben offene Kammer mit einem Durchgang in Seelenlochform. Die linke Kammer hat auf der Südseite einen der äußerst seltenen, ebenfalls als Seelenloch gestalteten Seiteneingänge. Von den Decksteinen ist nur einer am westlichen Ende erhalten.